# Salix gooddingii
Salix gooddingii là một loài thực vật có hoa trong họ Liễu. Loài này được C.R. Ball miêu tả khoa học đầu tiên năm 1905.

## Hình ảnh

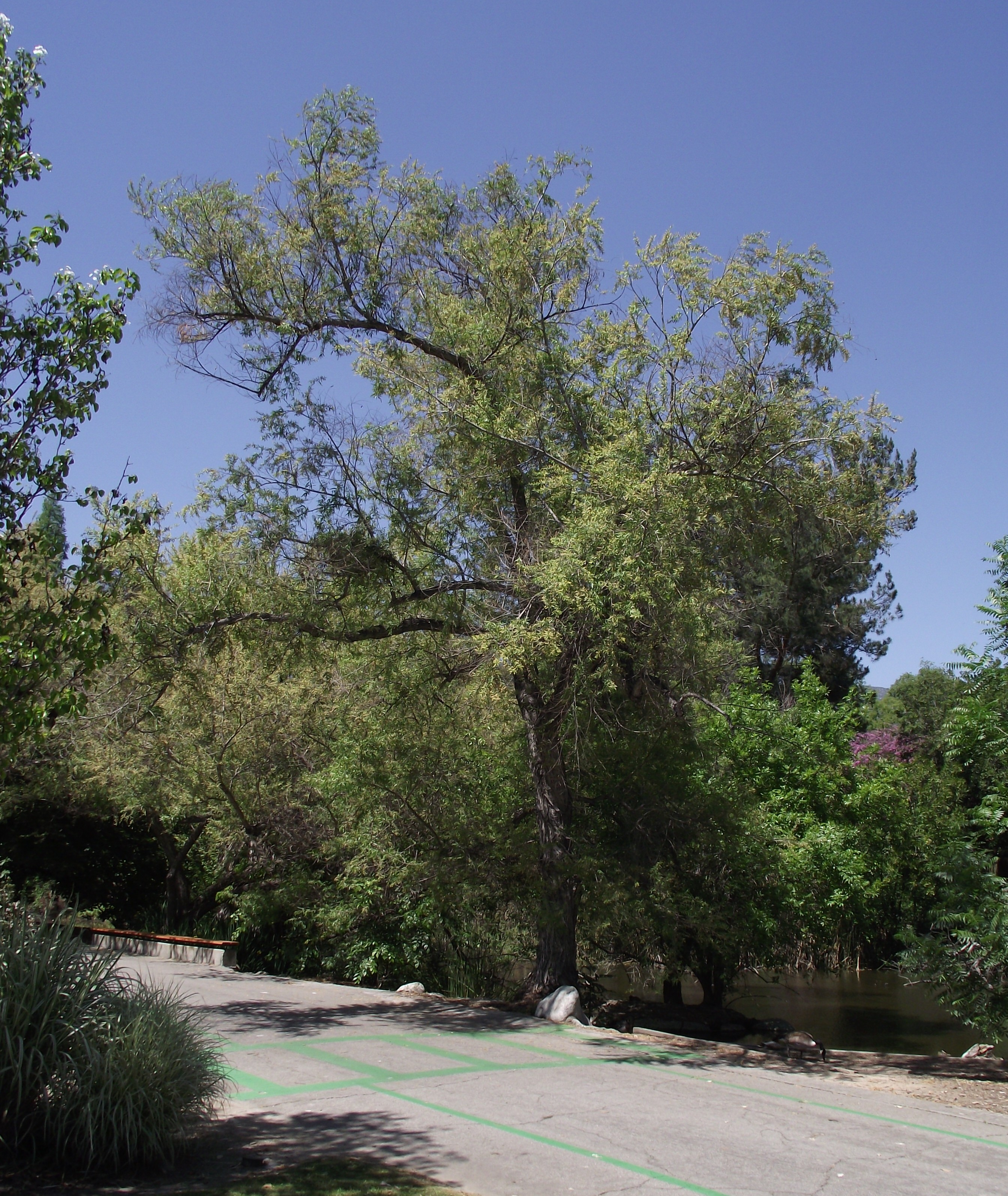
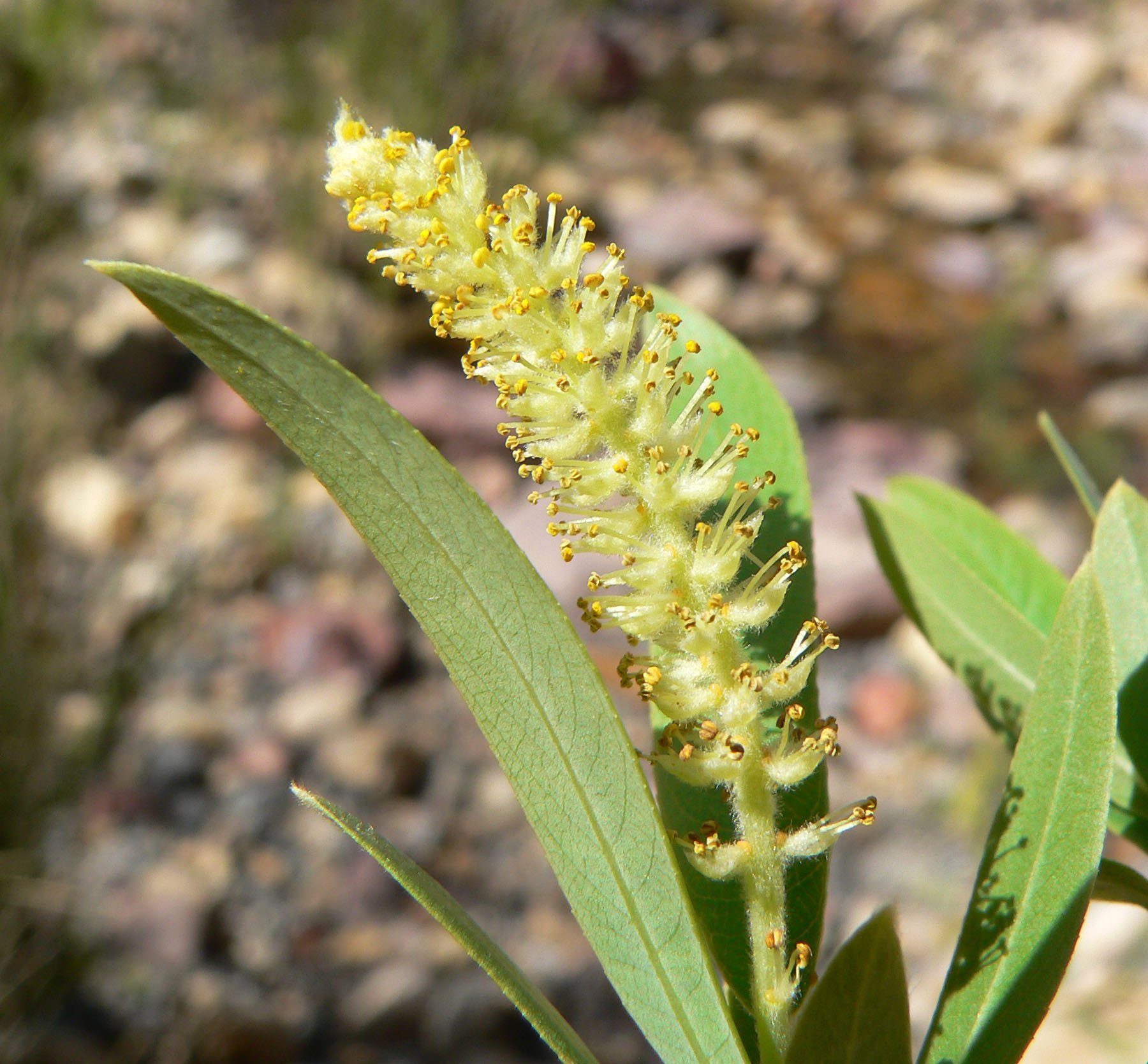
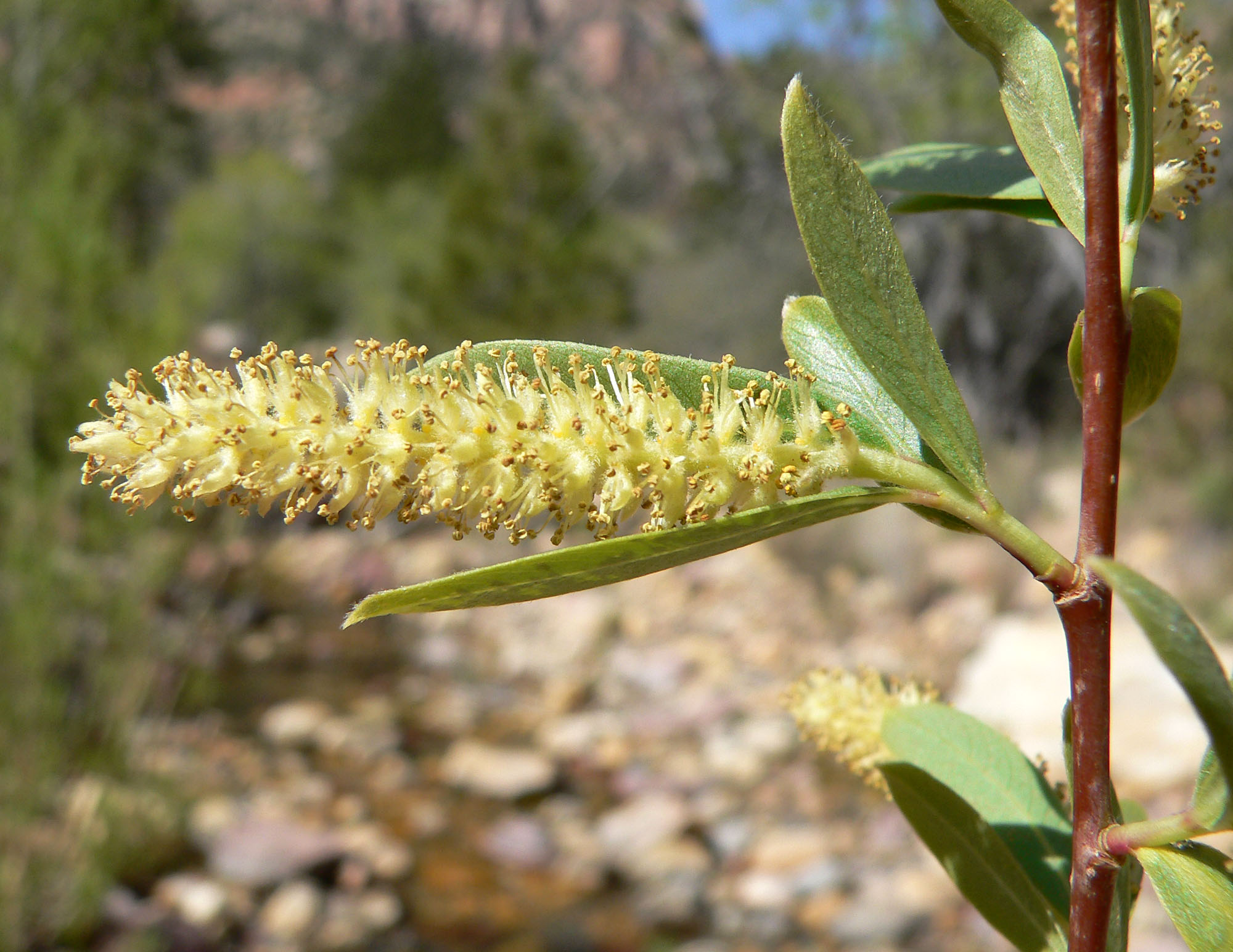
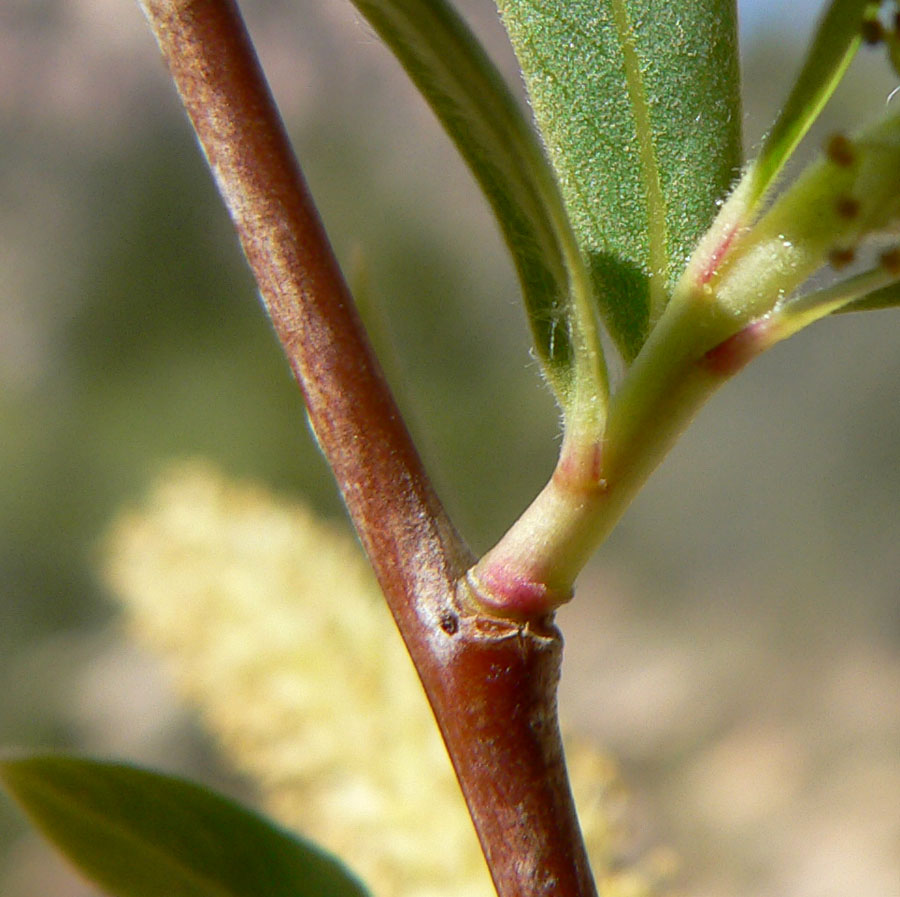